# Kaiser Franz Josef (Schiff, 1880)
Der Raddampfer Kaiser Franz Josef wurde 1880 in der Schiffswerft Blasewitz gebaut. Das Schiff wurde unter dem Namen Franz Josef mit der Baunummer 16 auf Kiel gelegt. Namensgeber war Franz Joseph I., Kaiser von Österreich. 1896 erfolgte die Umbenennung in Kaiser Franz Josef, 1912 in František Josef, 1918 in Mělník, 1937 in Hradčany, 1942 in Peter Parler und 1945 erneut in Hradčany. 

## Geschichte

### Die Zeit bis 1911
Nach der Indienststellung als Glattdeckdampfer am 9. Mai 1880 fuhr das Schiff für die Sächsisch-Böhmische Dampfschiffahrts-Gesellschaft (SBDG). 1888 wurden die Schaufelräder in Patent-Schaufelräder umgebaut. Im Winter 1889/1890 erhielt das Schiff einen neuen Zwei-Flammrohr-Kofferkessel der Sächsischen Dampfschiffs- und Maschinenbauanstalt der Oesterreichischen Nordwest Dampfschiffahrtsgesellschaft in Dresden. Am 3. Oktober 1911 wurde das Schiff an die Prager Dampfschiffahrtsgesellschaft (Pražská paroplavební společnost/PPS) verkauft. Der Kaufpreis von 24.500 Mark (17.150 Österreichische Kronen) wurden bei der Übergabe in Leitmeritz bar bezahlt.

### Die Zeit nach dem Verkauf

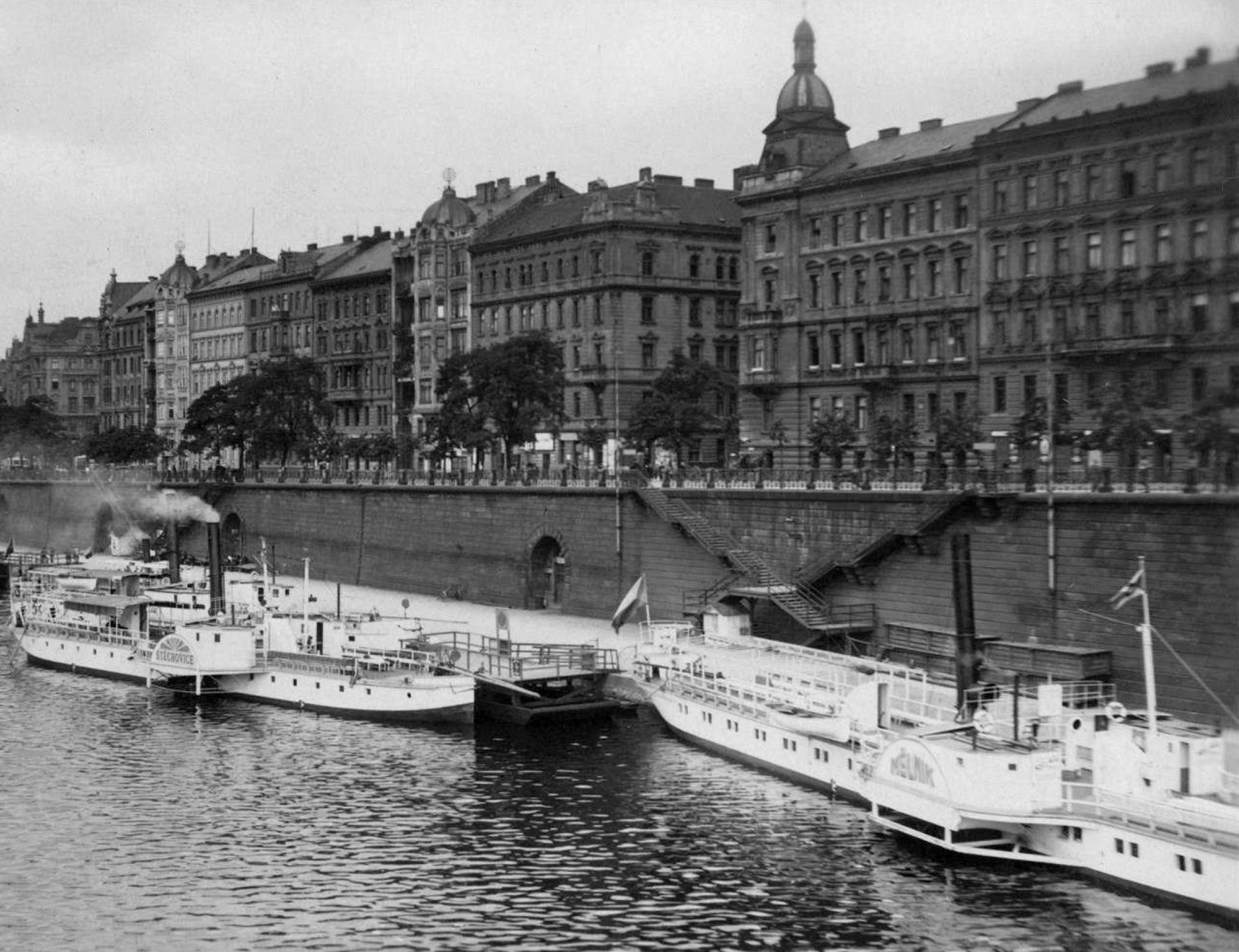
Raddampfer Mělník in Prag

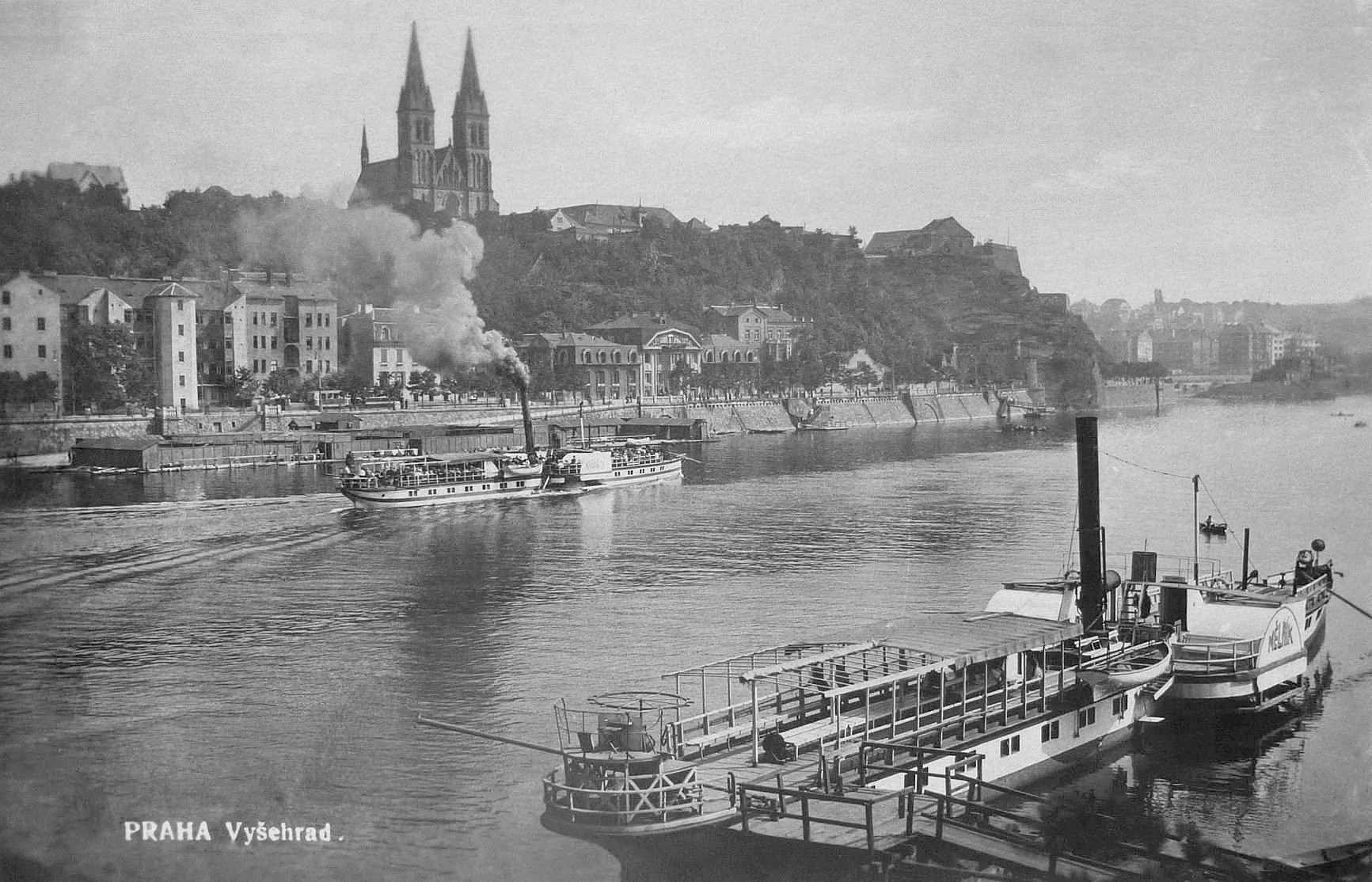
Raddampfer Mělník mit Hecksteuerstand

Das Schiff wurde unter dem Namen František Josef (= tschechische Namensform des österreichischen Kaisers Franz Joseph I.) auf dem schiffbaren Abschnitt der Moldau zwischen Prag und der Elbe eingesetzt. Am 26. Mai 1912 absolvierte das Schiff die feierliche Eröffnungsfahrt auf der fertig kanalisierten Moldau zwischen Prag und Mělník. 1916 wurde der Verkehr auf diese Strecke aufgrund des durch den Ersten Weltkrieg bedingten Personal- und Kohlenmangels weitestgehend eingestellt. Die František Josef befuhr die Strecke bis 1921 sporadisch. Nach der Gründung der Tschechoslowakischen Republik im Oktober 1918 wurde es wie alle Schiffe, die Namen eines Monarchen oder einer Monarchie trugen, umbenannt und erhielt den Namen Mělník. Ab 1921 kam es auf der Strecke von Prag nach Štěchovice zum Einsatz.
Zum 1. Januar 1937 wurde die PPS in die neu gegründete Tschechoslowakische Schiffahrts-Aktiengesellschaft (Československou plavební akciovou společností labskou/ČPSL) eingegliedert. In diesem Zuge erhielten die Schiffe neue Namen. Die Mělník wurde in Hradčany umbenannt. 1937 wurden Schiff und Maschine einer Generalüberholung unterzogen. Neben dem Ausbau der Radkästen erhielt es auch eine Dampfsteuermaschine. Nach der Besetzung der Tschecho-Slowakischen Republik im März 1939 durch deutsche Truppen wurde die ČPSL in Böhmisch-Mährische Elbeschiffahrt AG (BMES) umbenannt. Die Namen der Schiffe blieben vorerst erhalten. Erst der 1942 neu ins Amt gesetzte stellvertretende Generaldirektor der Gesellschaft, Richard Tauche, setzte eine Umbenennung der Schiffe durch. Die Hradčany bekam den Namen Peter Parler. 1940 wurde die Dampfmaschine in eine Verbunddampfmaschine umgebaut. Gleichzeitig erhielt das Schiff einen neuen Dampfkessel.
1944 übernahm die Wehrmacht das Schiff und baute es zum Versorgungs- und Küchenschiff um. Zum Ende des Zweiten Weltkrieges 1944/45 war das Schiff als Versorgungsschiff und für Flüchtlingstransporte auf der nördlichen Elbe eingesetzt. 1945 wurde es in Magdeburg versenkt, jedoch wenig später wieder gehoben und in der Hitzler Werft in Lauenburg instand gesetzt. Danach kehrte es wieder in die Tschechoslowakei zurück. In Prag wurde es generalüberholt und unter dem alten Namen Hradčany wieder in Fahrt gebracht.
Ab dem 1. Juni 1946 war das Schiff auf der neu eröffneten Strecke von Mělník nach Poděbrady im Einsatz. Der Verkehr wurde aber kurze Zeit später wieder eingestellt.
Am 22. Februar 1948 wurde die PPS verstaatlicht und 1950 im Handelsregister gelöscht. Am 1. Januar 1949 wurde die ČPSL in Tschechoslowakische Elbe-Schifffahrt (Československá plavba Labská/ČSPL) und am 1. Juli 1952 in Tschechoslowakische Elbe-Oder-Schifffahrt (Československá plavba labsko-oderská/ČSPLO) umbenannt.
1961 wurde die Personenschifffahrt der Tschechoslowakei neu gegliedert. Die Hradčany wurde dem neu gegründeten Transportunternehmen - Personenschifffahrt (Dopravnímu podniku -  Osobní lodní doprava/DP-OLD) der Prager Verkehrsbetriebe zugeordnet und war vorwiegend im Raum Prag als Ausflugsdampfer unterwegs. 1967 wurde das Schiff ausgemustert und als Lager genutzt. 1981 wurde es in Smíchov abgewrackt.

## Die Dampfmaschine
Die Dampfmaschine stammt wie auch der Drei-Flammrohr-Kofferkessel aus der 1855 gebauten Franz Josef. Die Maschine war eine oszillierende Niederdruck-Zweizylinder-Zwillings-Dampfmaschine mit Einspritzkondensation mit einer Leistung von 110 PS. Gebaut wurde sie von der Moabiter Maschinenbauanstalt. 1940 wurde die Maschine von der ČKD (Českomoravská-Kolben-Daněk AG) in eine Verbundmaschine mit einer Leistung von 140 PS umgebaut und der 1890 eingebaute Kessel ersetzt. Der neue Dampfkessel hatte 14 bar Dampfdruck.
Die Dampfmaschine wurde nach dem Abwracken des Schiffes dem Schifffahrtsmuseum Lauenburg zur Verfügung gestellt. Dort ist die Maschine seit 2001 mit angebauten Seitenrädern ausgestellt.

## Kapitäne des Schiffes
- Carl August Helm 1880
- Carl Gottlob Thieme 1881
- Ignaz Hora 1882–1886
- Carl August Helm 1887
- Wilhelm Hübel 1888–1891
- Carl Herman Hönel 1892
- Carl August Helm 1893
- Gustav Eduard Hering 1894
- Carl August Helm 1895–1896
- Franz Lauzecky 1897–1899
- Wenzel Franz Rosche 1900–1909
- Samuel August Füssel 1910
- unbekannt 1911